# Elementenverharding

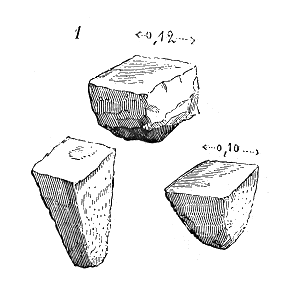
Schets van middeleeuwse elementen

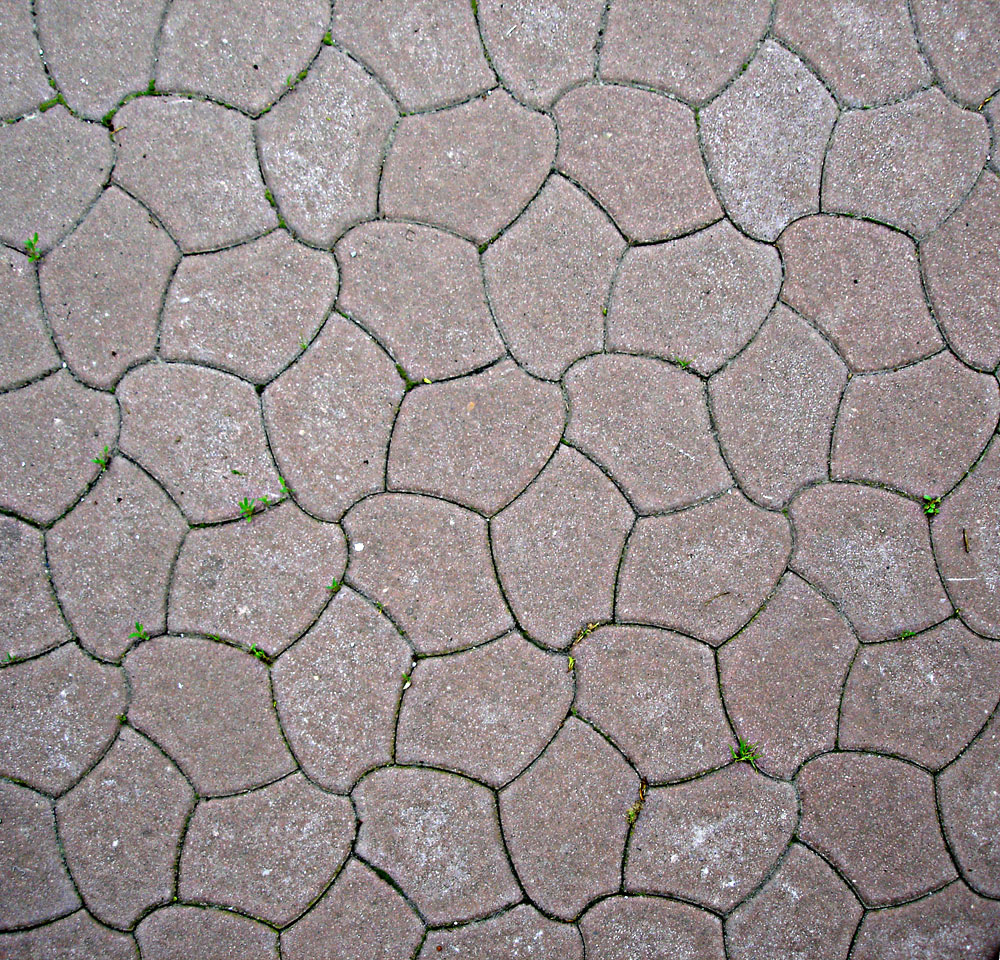
Moderne elementen met ogenschijnlijk willekeurige vormen

Een elementenverharding (formeel), bestrating of plaveisel is een vorm van verharding in de wegenbouw. De bestrating is in tegenstelling tot een gesloten verharding opgebouwd uit losse elementen die in meer of mindere mate (los) met elkaar verbonden zijn. Dit type weg werd al aangelegd in de oudheid. Voorbeelden van elementenverhardingen zijn tegels, kasseien of kinderkopjes en klinkers.
Het voordeel van een elementenverharding is dat ze makkelijk hersteld kan worden en gas- en waterdoorlatend is. De gasdoorlatendheid is van belang als er een gasleiding onder ligt: bij een lekkage zal zich geen gas ophopen onder het wegdek. De waterdoorlatendheid is belangrijker geworden door het vaker voorkomen van zware regenval.

## Voorbeelden van plaveisel

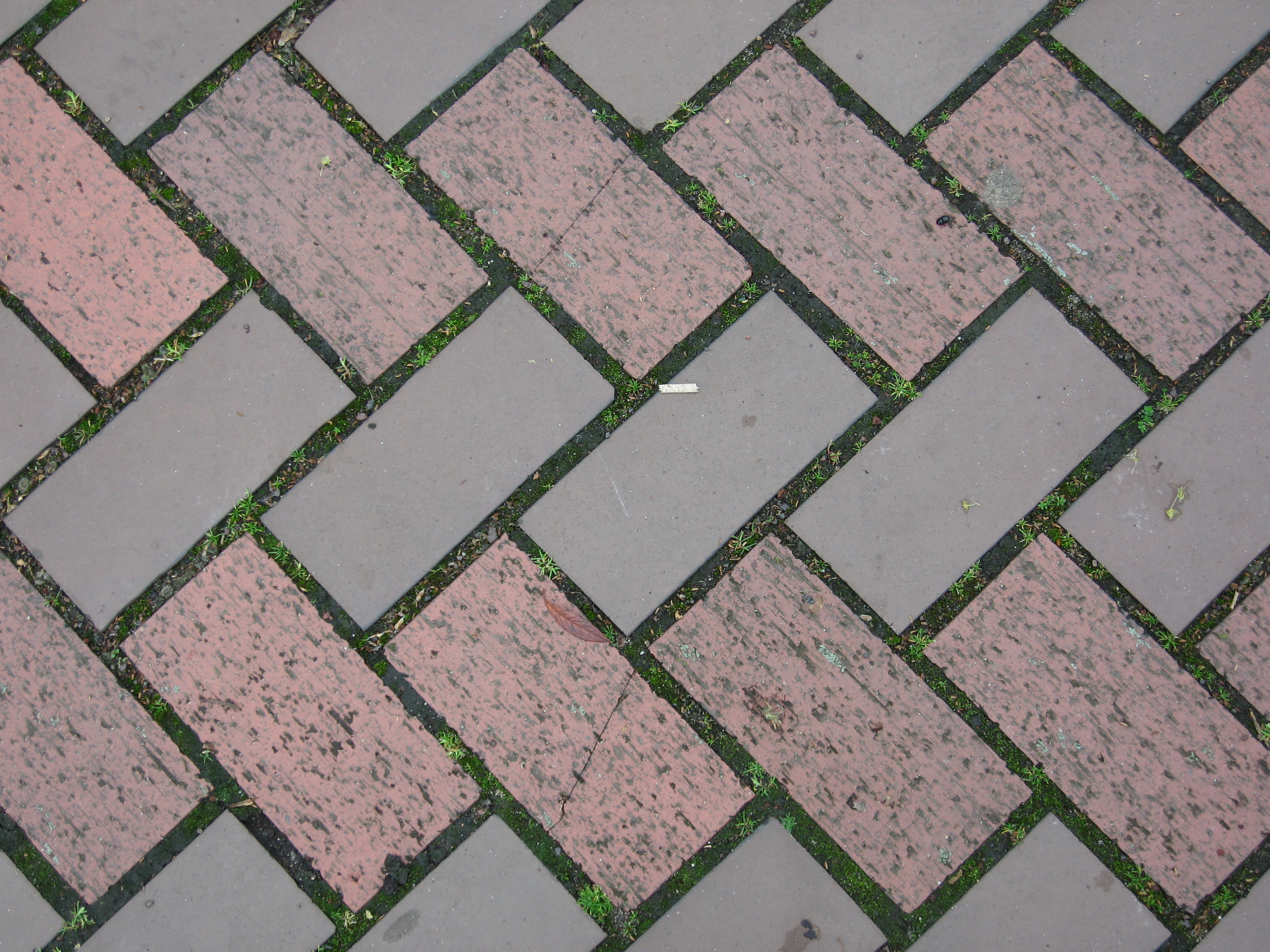
Gebakken klinkers in keperverband
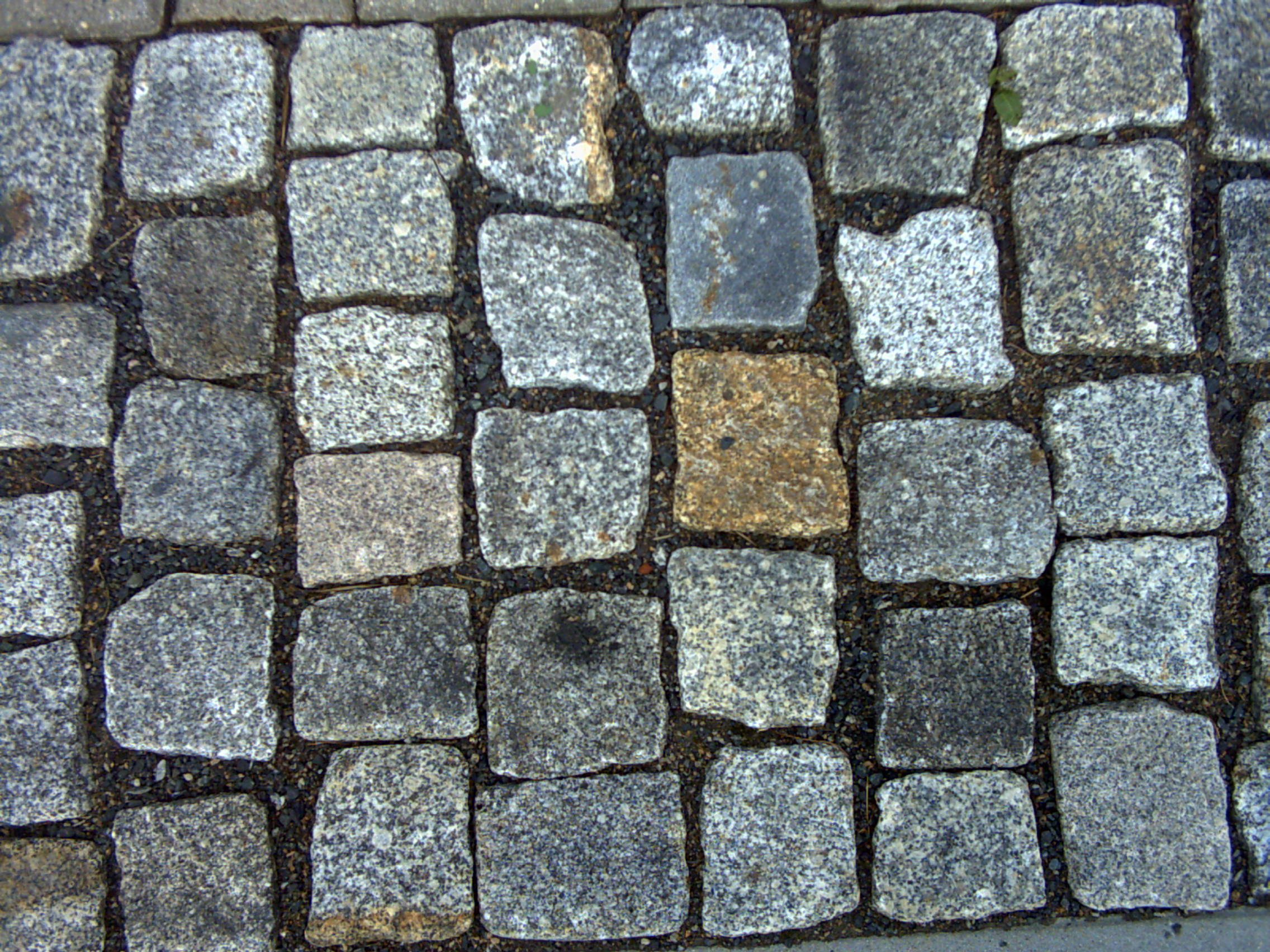
Een weg bestraat met kinderkopjes of kasseien
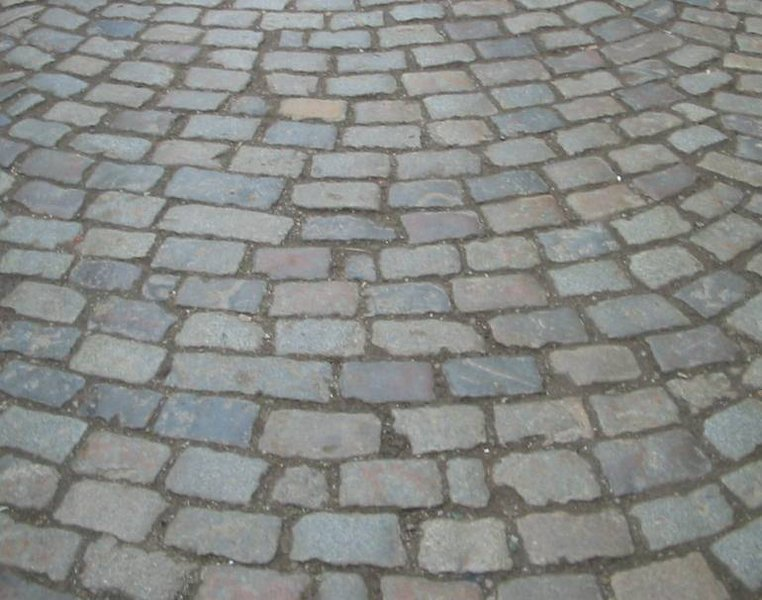
Natuursteenelementen
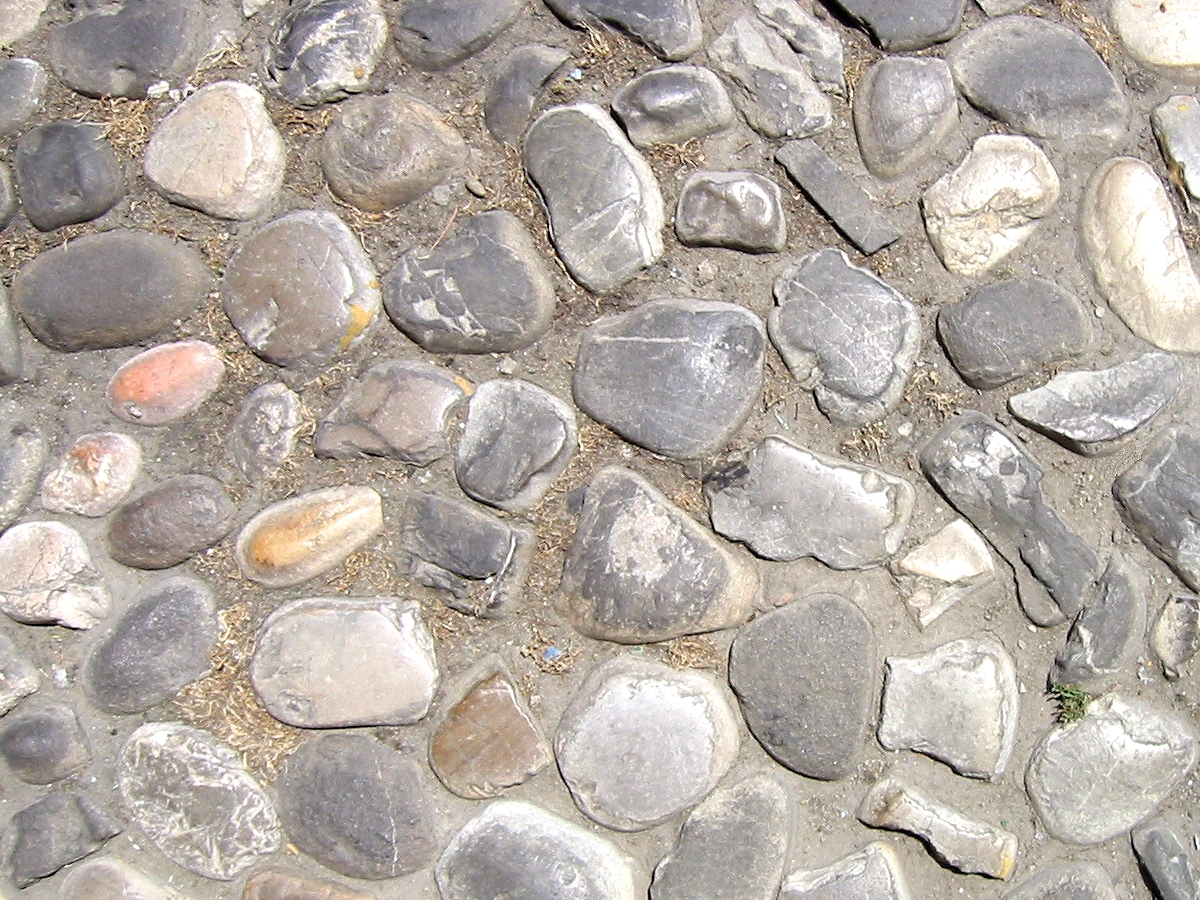
Veldkeien op een centrale plek in de stad Imola in Italië
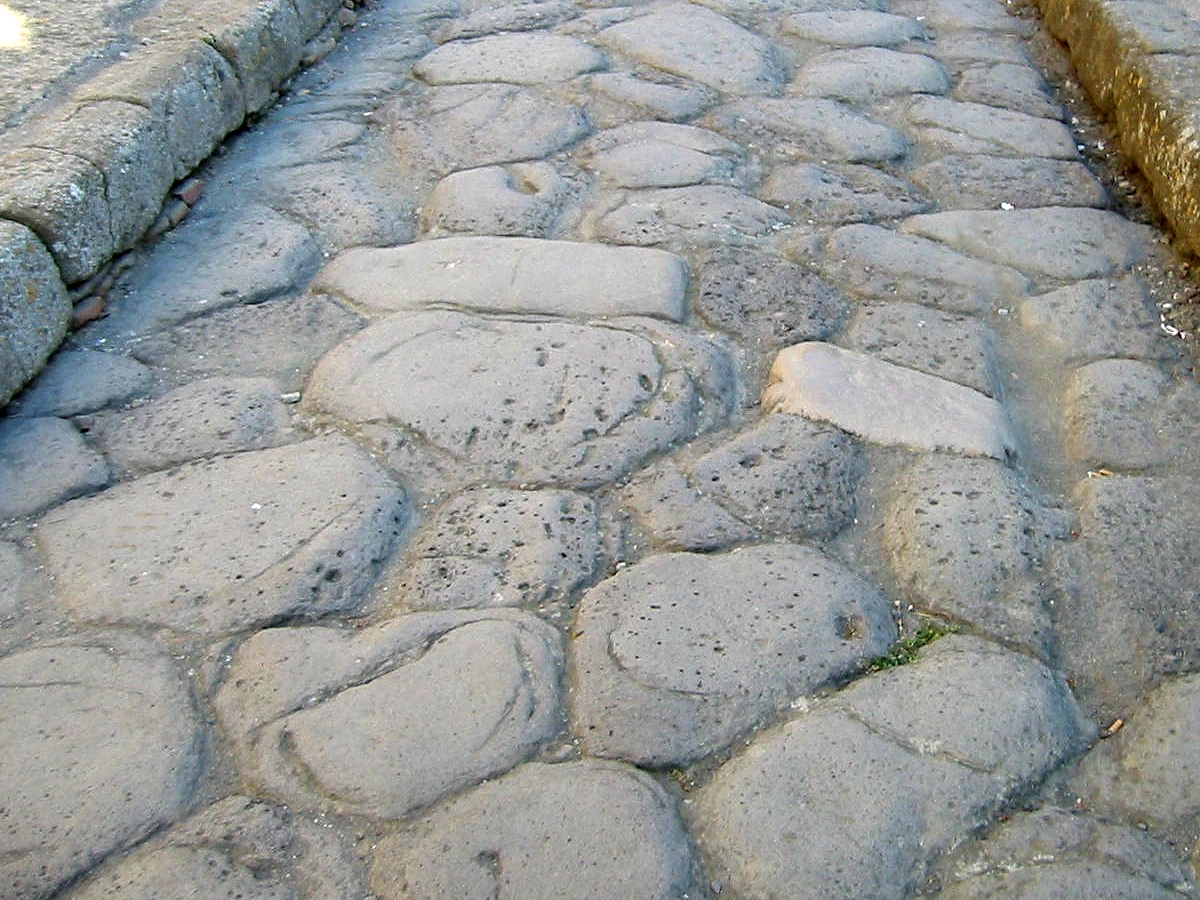
Romeinse bestrating in Herculaneum
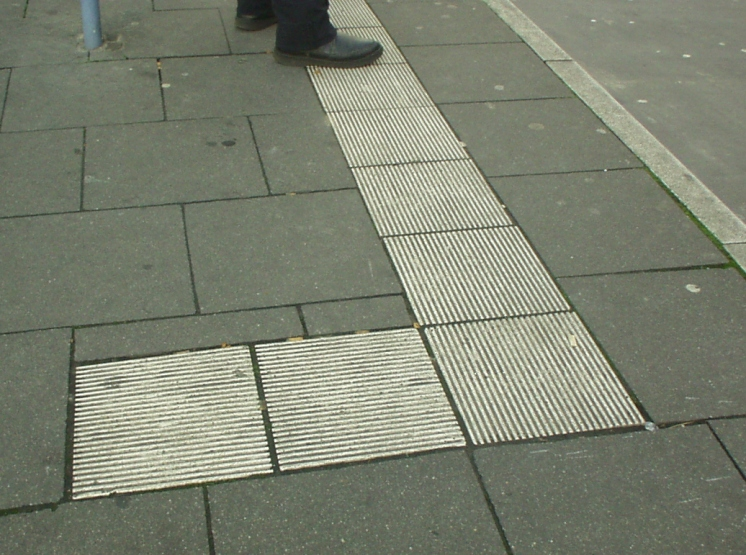
Bestrating om blinden te informeren
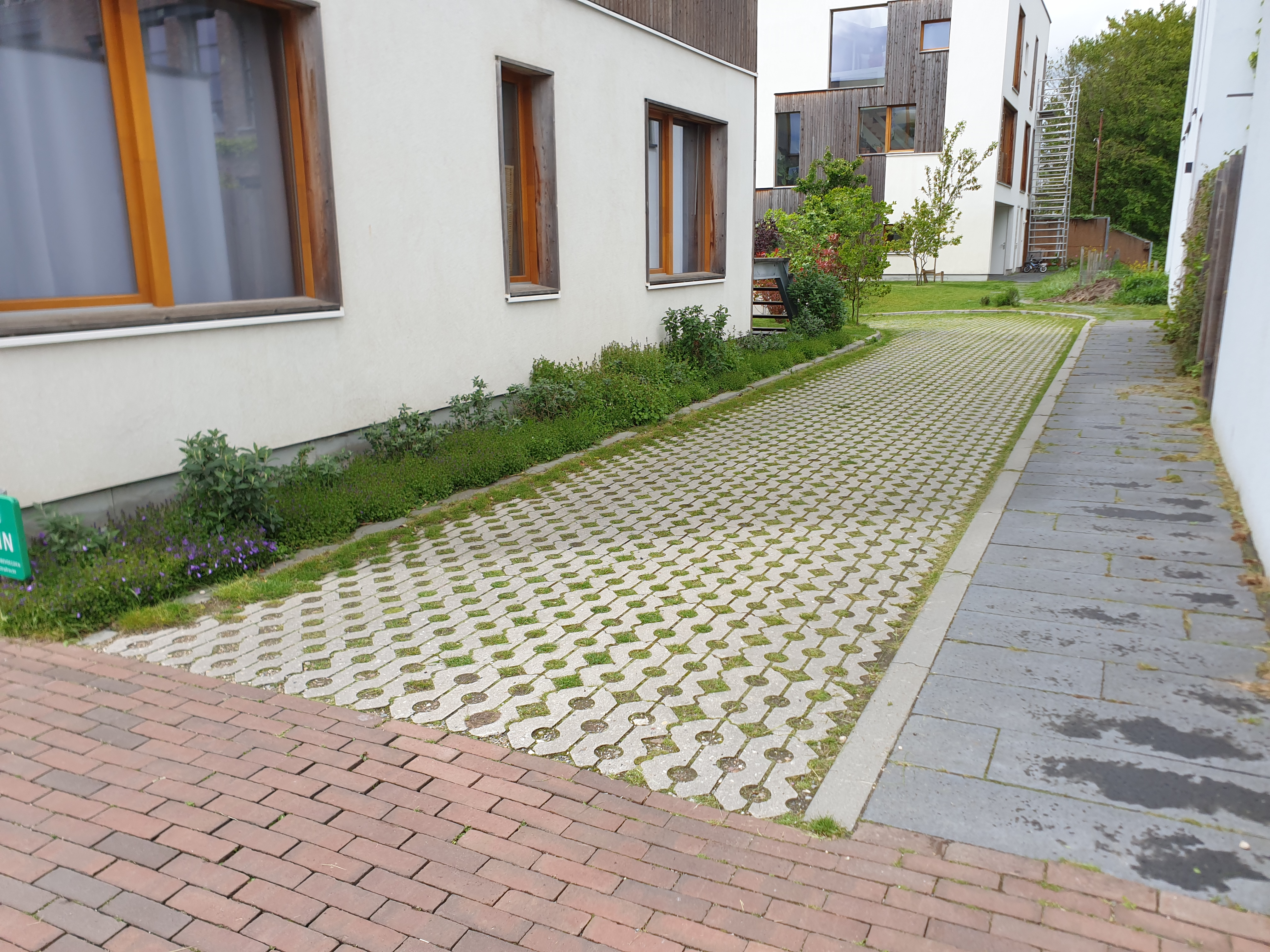
Grastegels voor de waterdoorlaatbaarheid